# HES International
HES International B.V. (zuvor: Hestya Energy BV) ist ein privates Unternehmen der Mineralölverarbeitung und -vermarktung sowie Massengut-Umschlag und Lagerung mit Sitz in Rotterdam, Niederlande.

## Geschichte

Logo aus dem Jahr 2011

Das Unternehmen wurde im Jahr 2000 gegründet. Vor der Umfirmierung als Hestya Energy BV war das Unternehmen als PortQuay Bold I B.V. und später als AR Tank Storage B.V. auf dem Markt vertreten.
Hinter dem Unternehmen stehen der Riverstone/Carlyle Global Energy and Power Funds, der von den Investmentgesellschaften Riverstone Holdings LLC und AtlasInvest getragen wird. Riverstone besitzt seit 2005 bereits die Aktienmehrheit an der Petroplus Holdings AG, einem bedeutenden Unternehmen der erdölverarbeitenden Industrie. Im Januar 2012 ging die Petroplus Holdings AG in die Insolvenz und wurde nachfolgend zerschlagen.
Im April 2018 gaben Riverstone und die Carlyle-Group bekannt, die HES International B.V. für 2 Mrd. Euro an Macquarie und Goldman Sachs zu verkaufen.

## Standort Wilhelmshaven
Am 10. August 2011 gab das Unternehmen bekannt, dass mit ConocoPhillips ein Vertrag unterzeichnet wurde, der die Übernahme der Erdölraffinerie Wilhelmshaven zum Ziel hat.
Der CEO von Hestya Energy ließ kurz darauf verlauten, dass aufgrund der schlechten Ertragslage im Erdölsektor eine Wiederinbetriebnahme der Raffinerie vorläufig nicht geplant sei. Die Pläne von Hestya Energy fokussieren sich darauf, das Terminal weiter auszubauen.
Das Wilhelmshavener Tochterunternehmen wurde zum 4. Januar 2016 umfirmiert von Wilhelmshavener Raffinerie Gesellschaft mbH zu HES Wilhelmshaven GmbH.